# Crematogaster mjobergi
Crematogaster mjobergi is een mierensoort uit de onderfamilie van de Myrmicinae. De wetenschappelijke naam van de soort is voor het eerst geldig gepubliceerd in 1915 door Auguste Forel. Forel gebruikte de - incorrecte - spelling Cremastogaster.
De soort werd ontdekt door Eric Mjöberg in het Kimberley District (noord-west-Australië).